# Liste des amphibiens de Bretagne
Cette liste des amphibiens de Bretagne regroupe les espèces d'amphibiens vivant en Bretagne (Loire-Atlantique comprise). 
Elle comporte 18 espèces réparties en deux ordres :
- 11 espèces d'anoures
- 7 espèces d'urodèles

Un travail d'inventaire et de mise à jour des cartes de répartition géographique a été réalisé par l'association Bretagne vivante entre 2007 et 2011.

## Anoures

### Rainettes
Les rainettes sont les seuls amphibiens à avoir un mode de vie de grimpeur et ne dépassent pas 5 cm de long.
On trouve en Bretagne deux espèces :
| Image                | Nom vernaculaire     | Espèce            | Sous-espèce               | Répartition                              | Statut UICN France | Statut UICN mondial | Note |
| -------------------- | -------------------- | ----------------- | ------------------------- | ---------------------------------------- | ------------------ | ------------------- | ---- |
| Rainette méridionale | Rainette méridionale | Hyla meridionalis | Pas de sous-espèce connue | Rares stations en Côtes-d'Armor)         | (LC)               | (LC)                |      |
| Rainette verte       | Rainette verte       | Hyla arborea      | - H. a. arborea           | Plus présente à l'Est et sur le littoral | (LC)               | (LC)                |      |

### Grenouilles
Le terme « grenouille » est un nom vernaculaire donné à certains amphibiens, principalement dans la famille des Ranidae. 
On trouve en Bretagne :
| Image                 | Nom vernaculaire      | Espèce                | Sous-espèce                             | Répartition                                      | Statut UICN France | Statut UICN mondial | Note |
| --------------------- | --------------------- | --------------------- | --------------------------------------- | ------------------------------------------------ | ------------------ | ------------------- | ---- |
| Grenouille agile      | Grenouille agile      | Rana dalmatina        | Pas de sous-espèce connue               | partout en Bretagne                              | (LC)               | (LC)                |      |
| Grenouille de Lessona | Grenouille de Lessona | Pelophylax lessonae   | Pas de sous-espèce connue               | stations ponctuelles                             | (NT)               | (LC)                |      |
| Grenouille rieuse     | Grenouille rieuse     | Pelophylax ridibundus | Pas de sous-espèce connue               | partout en Bretagne                              | (LC)               | (LC)                |      |
| Grenouille rousse     | Grenouille rousse     | Rana temporaria       | - R. t. canigonensis - R. t. temporaria | partout, mais moins présente en Loire-Atlantique | (LC)               | (LC)                |      |
| Grenouille verte      | Grenouille verte      | Rana kl. esculenta    | Pas de sous-espèce connue               | partout en Bretagne                              | (LC)               | (LC)                |      |

### Crapauds
Comme d'autres amphibiens, les crapauds produisent, parfois déjà à l'état de têtard, des venins contenant des agents toxiques qui les protègent de nombreux prédateurs. De plus leur peau est plus épaisse et résistante à la déshydratation et aux blessures.
- Famille des Alytidae

| Image            | Nom vernaculaire | Espèce              | Sous-espèce                              | Répartition                                         | Statut UICN France | Statut UICN mondial | Note |
| ---------------- | ---------------- | ------------------- | ---------------------------------------- | --------------------------------------------------- | ------------------ | ------------------- | ---- |
| Alyte accoucheur | Alyte accoucheur | Alytes obstetricans | - A. o. obstetricans - A. o. almogavarii | partout en Bretagne, mais moins présent en Morbihan | (LC)               | (LC)                |      |

- Famille des Bufonidae

| Image            | Nom vernaculaire | Espèce        | Sous-espèce                   | Répartition             | Statut UICN France | Statut UICN mondial | Note |
| ---------------- | ---------------- | ------------- | ----------------------------- | ----------------------- | ------------------ | ------------------- | ---- |
| Crapaud calamite | Crapaud calamite | Bufo calamita | Pas de sous-espèce connue     | surtout sur le littoral | (LC)               | (LC)                |      |
| Crapaud commun   | Crapaud commun   | Bufo bufo     | - B. b. bufo - B. b. spinosus | très commun             | (LC)               | (LC)                |      |

- Famille des Pelodytidae

| Image            | Nom vernaculaire | Espèce              | Sous-espèce               | Répartition                            | Statut UICN France | Statut UICN mondial | Note |
| ---------------- | ---------------- | ------------------- | ------------------------- | -------------------------------------- | ------------------ | ------------------- | ---- |
| Pélodyte ponctué | Pélodyte ponctué | Pelodytes punctatus | Pas de sous-espèce connue | sur le littoral et plus présent au Sud | (LC)               | (LC)                |      |

## Urodèles

### Tritons
Les tritons sont des amphibiens urodèles, représentés entre autres par le genre Triturus. Ils s'apparentent aux salamandres ; d'une manière générale, on appelle plutôt « tritons » les urodèles qui, à l'état adulte, sont munis de poumons mais passent beaucoup de temps dans l'eau. Cette distinction souffre de nombreuses exceptions, du fait que les mots « triton » et « salamandre » précèdent de longtemps la découverte de nombreuses espèces — cependant, elle reste particulièrement valide en Europe.
- Lissotriton vulgaris — Triton ponctué
- Lissotriton helveticus — Triton palmé
- Triturus cristatus — Triton crêté
- Ichthyosaura alpestris — Triton alpestre
- Triturus marmoratus — Triton marbré

### Salamandres
En zoologie, le nom vernaculaire « salamandre » désigne une grande partie des espèces d'amphibiens urodèles (Urodela ou Caudata). L'une des plus connues est la salamandre commune (Salamandra salamandra), rencontrée un peu partout en Europe.
- Salamandra salamandra — Salamandre commune

### Famille:Salamandridés
| Genre       | Nom binominal, nom vernaculaire et auteur                  | répartition en Bretagne                                      | Répartition européenne | Statut UICN mondial | Statut UICN France | Image |
| ----------- | ---------------------------------------------------------- | ------------------------------------------------------------ | ---------------------- | ------------------- | ------------------ | ----- |
| Lissotriton | Lissotriton helveticus (Triton palmé) Razoumovsky, 1789    | présent partout en Bretagne                                  |                        | (LC)                | (LC)               |       |
| Lissotriton | Lissotriton vulgaris (Triton ponctué) Linnaeus, 1758       | rares stations, surtout en Ille-et-Vilaine                   |                        | (LC)                | (LC)               |       |
| Mesotriton  | Mesotriton alpestris (Triton alpestre) Laurenti, 1768      | surtout en Côtes-d'Armor et en Ille-et-Vilaine               |                        | (LC)                | (LC)               |       |
| Triturus    | Triturus cristatus (Triton crêté) Laurenti, 1768           | surtout en Ille-et-Vilaine et en Loire-Atlantique            |                        | (LC)                | (LC)               |       |
| Triturus    | Triturus kl. blasii (Triton de Blasius) De l’Isle, 1862    | rares observations en Ille-et-Vilaine et en Loire-Atlantique |                        | Non évalué          | Non évalué         |       |
| Triturus    | Triturus marmoratus (Triton marbré) Latreille, 1800        | partout en Bretagne                                          |                        | (LC)                | (LC)               |       |
| Salamandra  | Salamandra salamandra (Salamandre tachetée) Linnaeus, 1758 | commune partout en Bretagne                                  |                        | (LC)                | (LC)               |       |